# Mister Olympia 1975
El Mister Olympia 1975 fue la 11.ª edición de la competición profesional de fisicoculturismo, organizada por la Federación Internacional de Fisicoculturismo.

## Evento
El certamen fue realizado en la ciudad de Pretoria, Sudáfrica. Hasta ese momento, era la primera vez que el Olympia se realizada en el continente africano.
El evento se filmó para el docudrama de 1977, Pumping Iron, que mostraba la rivalidad entre los competidores Arnold Schwarzenegger y Lou Ferrigno durante su entrenamiento para la competición. Aunque no se estrenó hasta dos años después del evento, el éxito de la película convirtió a Arnold Schwarzenegger en una celebridad internacional, contribuyó a su éxito como actor de Hollywood y ayudó a consolidar el culturismo como deporte profesional. La decisión final entre el ganador entre Schwarzenegger y Columbu, fue muy reñida: 4 jueces votaron por Schwarzenegger y 3 por Columbu. Según la crítica especializada, este fue el Olympia más reñido ya que el resultado decidió por un solo punto.

## Ganador
El Mister Olympia 1975 marcaría un precedente hasta esta edición. El hecho de que Arnold Schwarzenegger ganara por sexta vez consecutiva el campeonato era un récord, debido a que ningún otro culturista lo había logrado.
Esta fue la sexta vez que Arnold Schwarzenegger ganaría el certamen, un récord. Después de coronarse vencedor en el Mister Olympia decidió no participar más, para dedicarse casi que exclusivamente al cine.
| Posición | Culturista            | Total |
| -------- | --------------------- | ----- |
| 1        | Arnold Schwarzenegger | 4     |
| 2        | Franco Columbu        | 3     |